# チェルニーヒウの戦い
チェルニーヒウの戦い（チェルニーヒウのたたかい）は、2022年ロシアのウクライナ侵攻の際にチェルニーヒウ州チェルニーヒウで始まった継続的な包囲戦である。

## 戦闘経過

### 2月
2022年2月24日午前3時27分に、ロシアの第11独立親衛空中強襲旅団の大尉と伍長が、チェルニーヒウ近郊でウクライナ軍に降伏した。同日、ウクライナは、ロシアの第74独立親衛自動車化狙撃旅団の偵察小隊が降伏したと主張した。
午前8時34分に、ウクライナ軍はチェルニーヒウでのロシア軍による攻撃を撃退し、ロシアの装備と文書を押収した。イギリス国防省によると、ロシア軍はチェルニーヒウを占領することができず、代わりに都市を迂回してキエフへの別のルートを選択した。
午後2時25分（ウクライナ時間）に、ロシア国防省はチェルニーヒウを取り囲み、都市を包囲していると発表した。

#### 26日
ウクライナ軍は、チェルニーヒウ市を占領しようとしたロシア軍部隊を撃破したと主張した。

### 3月
ロシア国防省は、3月29日の停戦協議で、「信頼醸成」のために首都キーウと北部チェルニーヒウの周辺で作戦を縮小すると表明した。しかし、ロシア軍はチェルニーヒウに向けて攻撃を行い。食料、水、その他の物資の供給を断たれた住民を避難させるためにチェルニーヒウに送られた人道支援のバス隊に対するロシアの砲撃により、少なくとも1人が死亡、4人が負傷した。

### 4月
4月1日にはロシア軍が撤退を始めた。しかし、チェルニーヒウ州のヴィアチェスラフ・チャウス知事は、完全撤退はしていないとし、砲撃などの可能性はまだあると述べた。また、ロシア軍が去った地区にはウクライナ軍が入ってきているとした。
4月4日には、ウクライナ軍がチェルニーヒウを完全に解放し、チェルニーヒウ州を占領していたロシア軍のほとんどをベラルーシ国境まで追い落とした。